# Cryptocoryne spiralis
Cryptocoryne spiralis är en kallaväxtart som först beskrevs av Anders Jahan Retzius, och fick sitt nu gällande namn av Fisch. och Wydler. Cryptocoryne spiralis ingår i släktet Cryptocoryne och familjen kallaväxter.

## Underarter
Arten delas in i följande underarter:
- C. s. cognatoides
- C. s. spiralis

## Bildgalleri

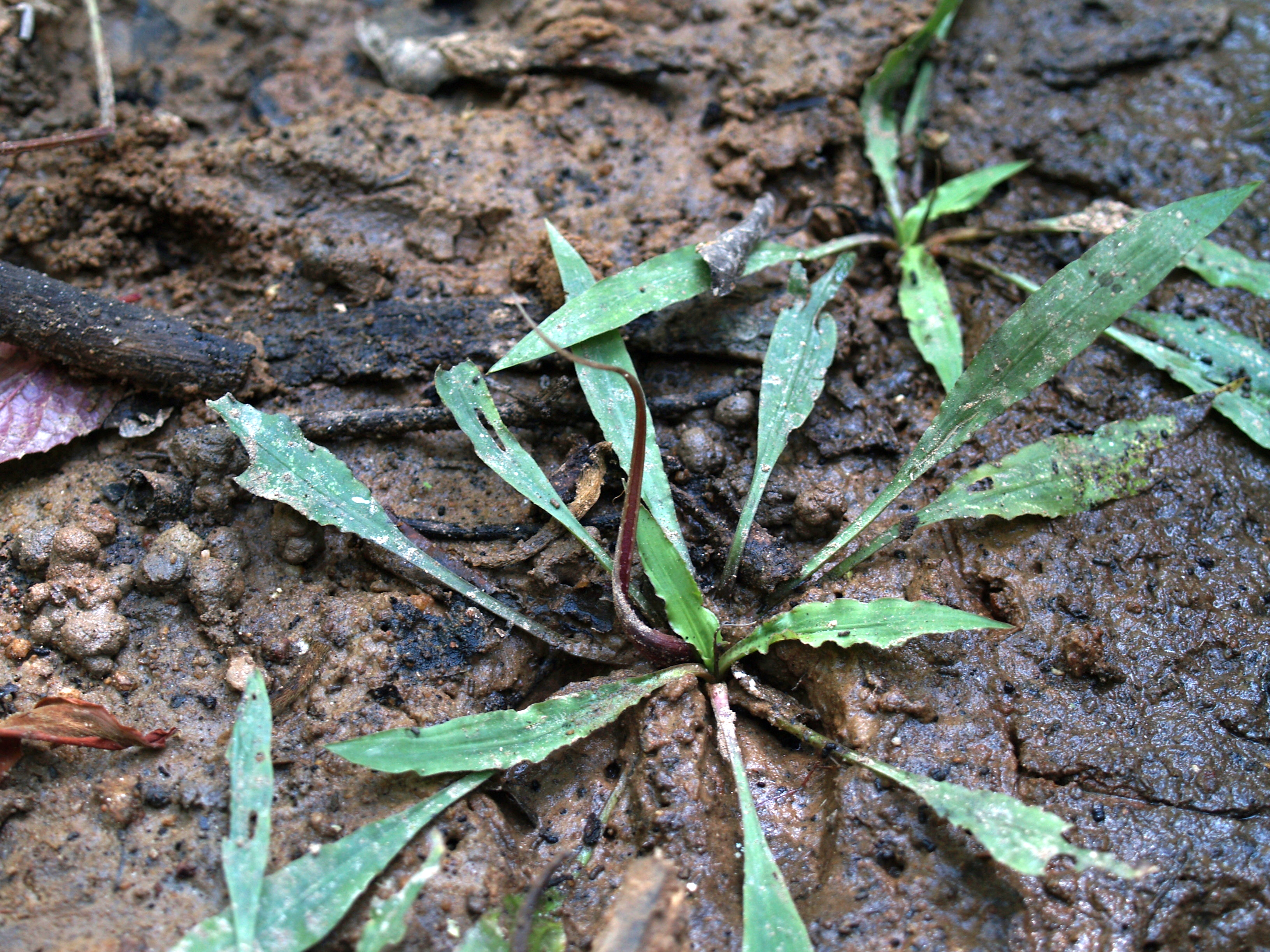